# 局所泡

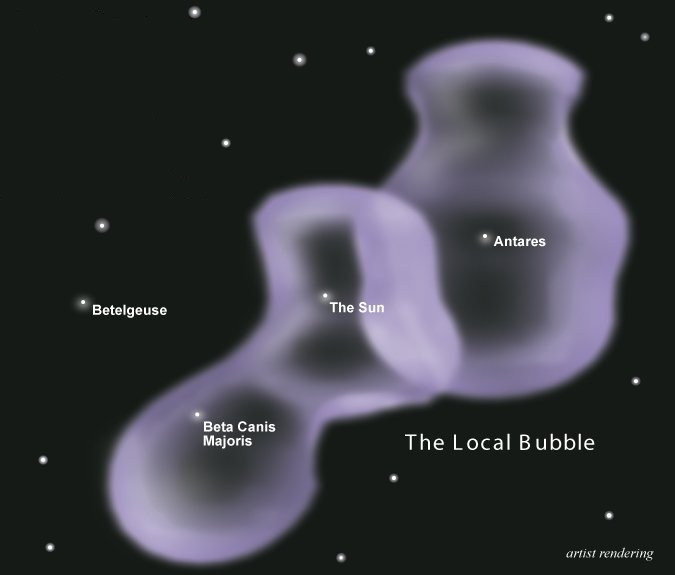
局所泡のイメージ。太陽とおおいぬ座β星を含んでいるのが局所泡。アンタレスを含むのはループ第一泡である。

局所泡（きょくしょあわ、英: local bubble、局所バブル、ローカル・バブルとも
）は、銀河系のオリオン腕にある星間物質の空洞である。局所泡の領域内には、太陽系を含む局所恒星間雲やGクラウドなどがある。直径は少なくとも300光年以上あり、中性水素の密度は約1立方センチメートルあたり0.05原子と、銀河系平均（0.5原子/cm3）の約10分の1、局所恒星間雲（0.3原子/cm3）の6分の1ほどしかない。局所泡の高温ガスからはX線が放射されている。
局所泡内の薄く高温のガスは、1,000〜2,000万年前の超新星爆発に由来するものであると考えられている。かつてはふたご座にあるガンマ線源のゲミンガが最有力候補であると考えられていたが、2016年現在では2002年に発表された研究結果からプレアデス運動星団のサブグループB1（太陽の10倍程度のB型の恒星のグループ）で起きた複数の超新星爆発によるものとする説が有力である。
太陽系は500万年〜1,000万年ほど前から、局所泡の中を通過中である。現在の太陽系は、泡の中でも物質の密度が濃い局所恒星間雲の中に位置している。局所恒星間雲は局所泡とループ第1泡の間に位置する。
局所泡は球ではなく、銀河面内では卵形あるいは楕円球形をしており、また銀河面の上と下では幅が広がった、砂時計のような形になっている。局所泡は他のより密度の低い星間物質の泡、特にループ第1泡と境を接している。ループ第1泡は、超新星と『さそり-ケンタウルス・アソシエーション』の恒星風により形成された泡で、太陽から500光年の位置にある。ループ第1泡にはアンタレスが位置している。この他、局所泡はループ第2泡とループ第3泡とも接している。